# Tengu

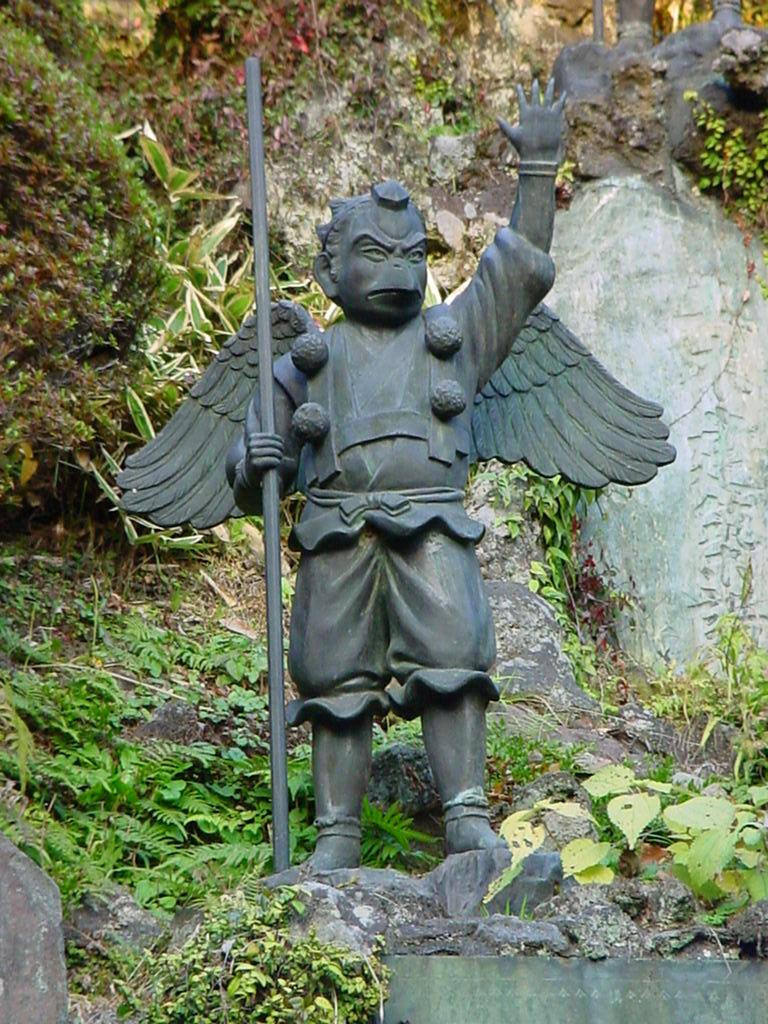
Krähen-Tengu – Karasu-Tengu 烏天狗 – Kenchō-Tempels

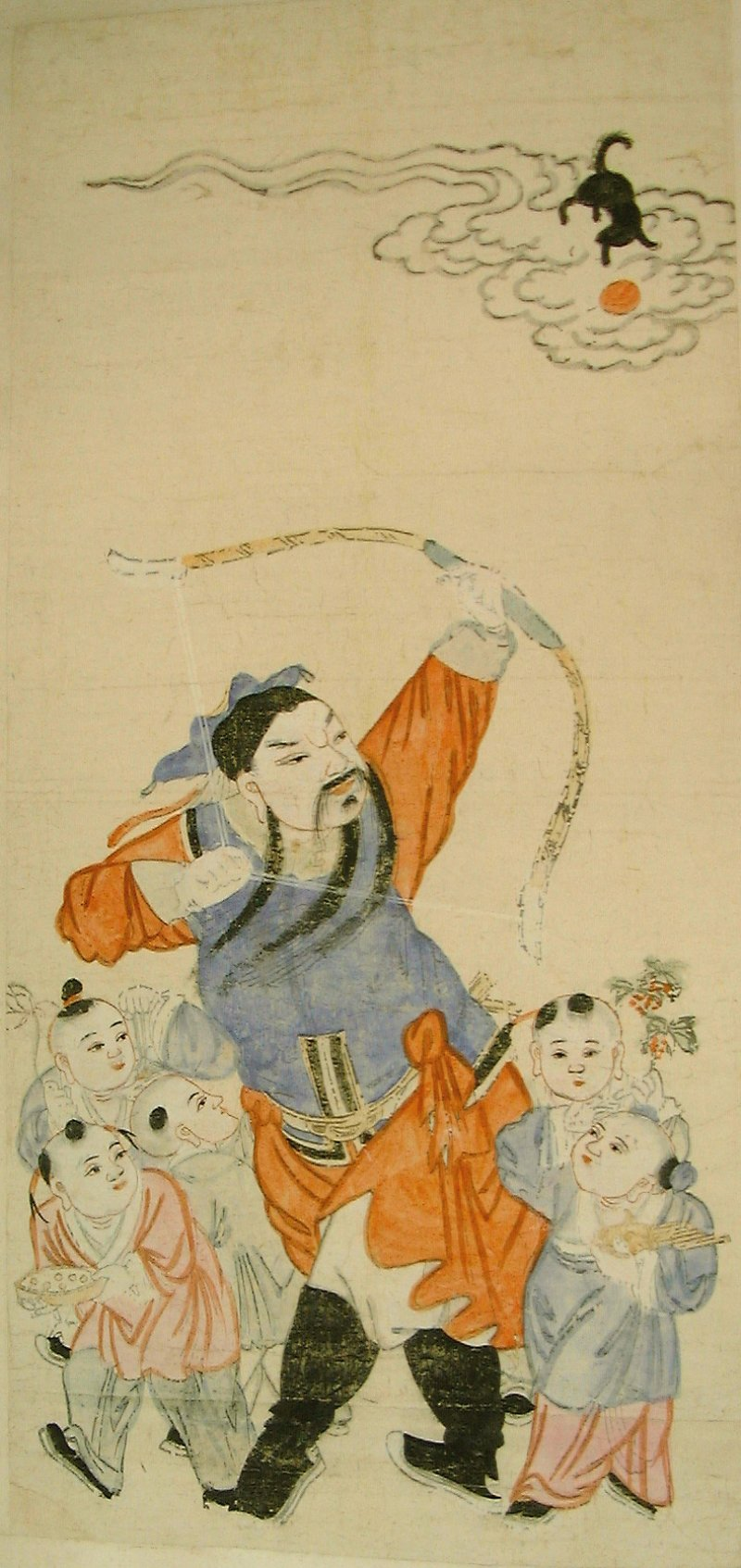
Der chinesische Unsterbliche Zhāng Xiān 張仙 schießt auf einen Himmelshund (Tiāngŏu)

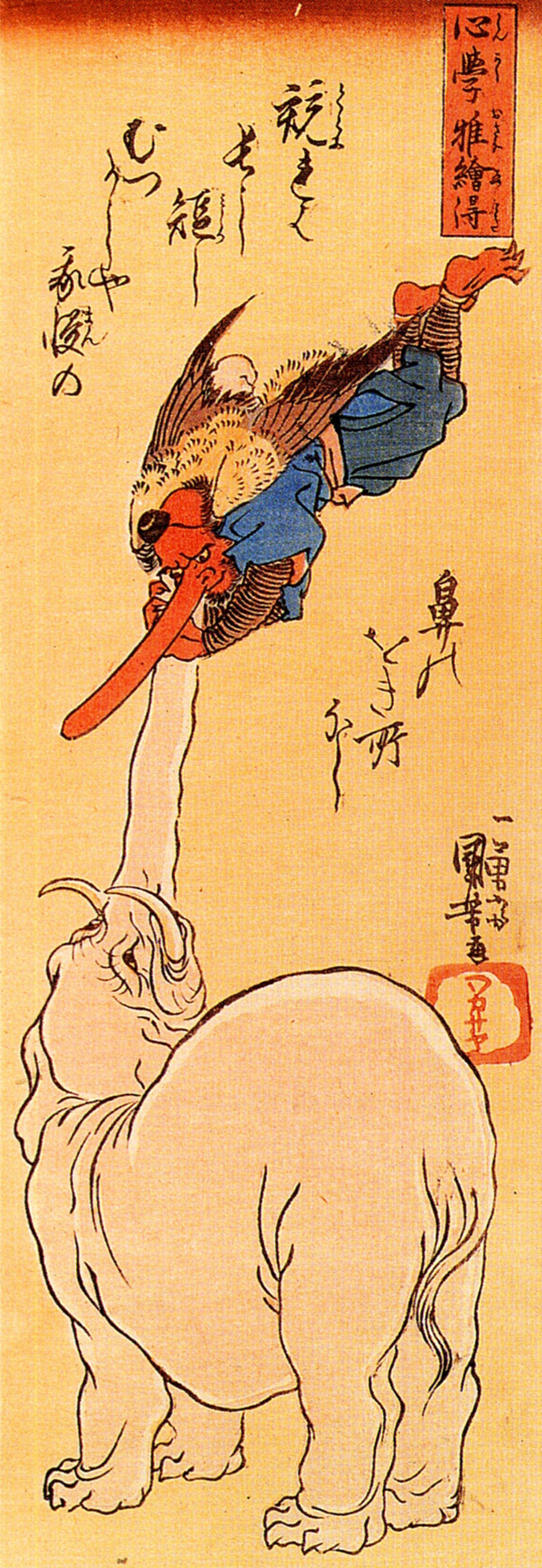
Fliegender Tengu fängt Elefant – Farbholzschnitt – Kuniyoshi (1798–1861)

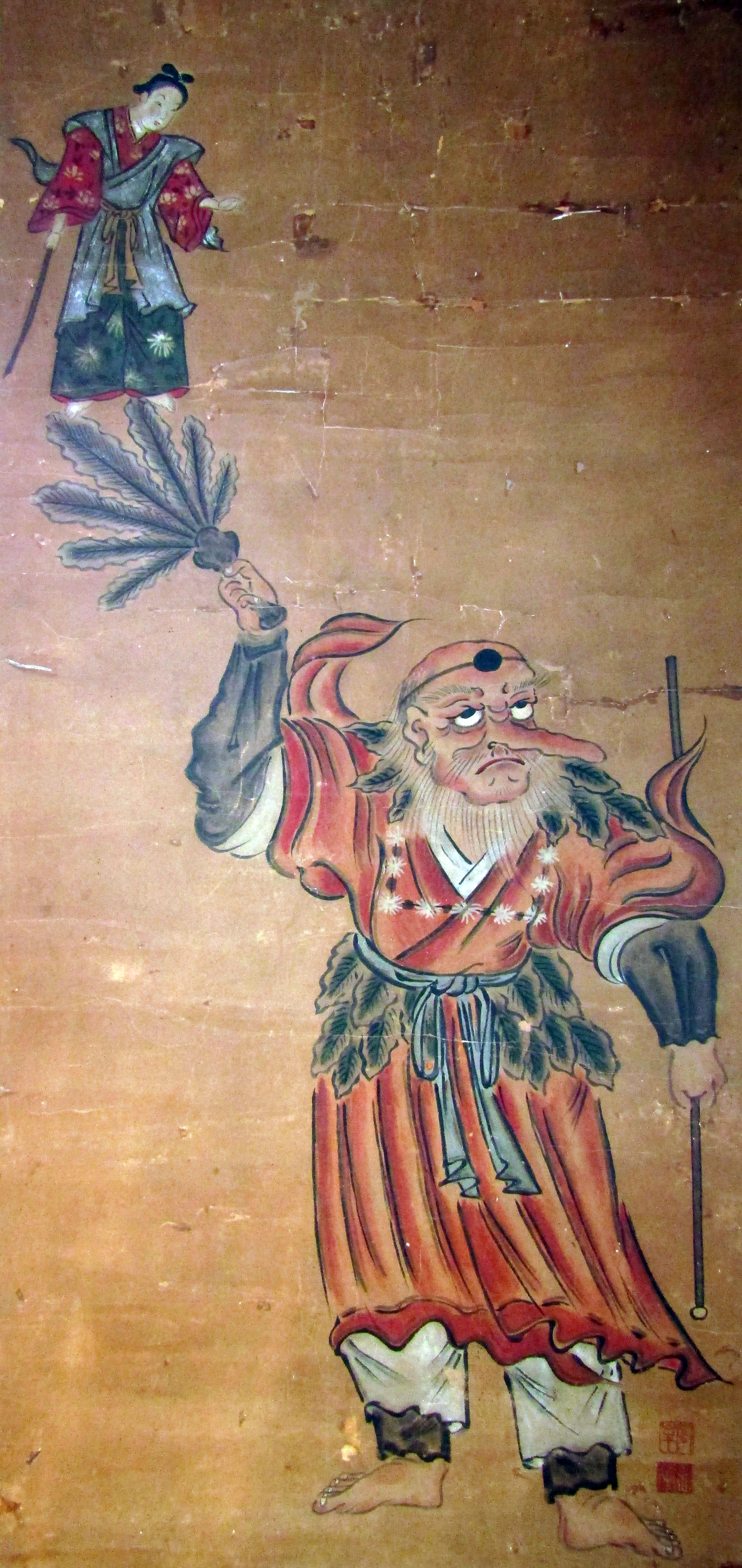
Tengu Sōjōbō 僧正坊 unterrichtet Minamoto no Yoshitsune in der Kunst des Schwertkampfs – Bildrolle, späte Edo-Zeit

Tengu (japanisch 天狗, kana てんぐ) ist der Name eines japanischen Fabelwesens, das den Yōkai (Ungeheuer) zugeordnet wird.

## Hintergrund
Beim japanischen Namen Tengu handelt es sich um die sinojapanische Lesung der chinesischen Bezeichnung chinesisch 天狗, Pinyin tiāngŏu, wörtlich Himmelshund. In chinesischen Quellen ist dies ein hundeähnliches Wesen, oft in Verbindung mit einer Sternschnuppe oder einem Kometen dargestellt. Es verfolgt die Sonne und den Mond, frisst sie gelegentlich auf und verursacht so eine Verfinsterung des Himmels. Alten Quellen zufolge kommt es manchmal vom Himmel unter Donner herab, verursacht Kriege und anderes Unheil. In Japan findet man die Schriftzeichen erstmals in dem 720 kompilierten Geschichtswerk Nihon Shoki. Auch hier erscheint ein Komet, auf den Hungersnot und Kriegswirren folgen. Als japanische Lesung der Zeichen wird jedoch die Form Amakitsune (wörtl. „Himmelsfuchs“) gegeben, die den in Japan mit magischen Fähigkeiten ausgestatteten Fuchs einführt. Seit dem Ende des 10. Jahrhunderts ist der Name Tengu in Erzählungen (Utsubo Monogatari, Genji Monogatari usw.) wie auch in Wörterbüchern nachweisbar.
Ein zweiter Traditionsstrang beginnt mit dem mythischen Vogelmenschen Garuḍa (japanisch 迦楼羅, Romaji Karura; kana ガルダ, Romaji Garuda) des Hinduismus. Dieser entwickelte sich im Buddhismus zu einer der Gruppe der acht Deva gehörenden Schutzgottheit. Diese gelangte über China nach Japan (chin. 迦樓羅 / 迦楼罗,  Jiālóuluó, jap. Karura). Die älteste japanische Karura-Plastik steht im Kōfuku-Tempel in Nara. Sie zeigt einen menschlichen Körper mit Vogelkopf in einer chinesischen Rüstung der Tang-Zeit.

## Entwicklung in Japan
Die frühe Ausformung der japanischen Vorstellungen ist nicht geklärt. Wahrscheinlich vermischten sich buddhistische Elemente mit Vorstellungen des einheimischen Shintō. Abbildungen wie die „Tengu-Bildrolle“ (Tengu sōshi emaki) aus dem 13. Jahrhundert verknüpfen die Figur des Tengu mit (dekadenten) buddhistischen Mönchen. Seit dem 14. Jahrhundert verbreitete sich eine menschliche Figur mit Krähengesicht/-kopf und Flügeln in der Tracht der Yamabushi-Bergasketen des Shugendō, einschließlich des Tokin auf der Stirn. Bisweilen findet man auch Figuren, die – wahrscheinlich von Karura-Plastiken beeinflusst – chinesische Rüstungen tragen. In der Hand halten die japanischen Tengu Schwerter, Pilgerstäbe, Schriftrollen, Gebetsketten oder aber Fächer aus Federn, mit denen sie heftige Winde verursachen können. Im letztgenannten Fall entfallen oft die Flügel.
Volkstümlichen Vorstellungen zufolge schlüpfen Tengu aus Eiern. Ihre Haut hat eine tiefrote Farbe. Anstelle von Haaren wachsen ihnen Federn am Hals, auf der Schulter und auf dem Armrücken, und alle Extremitäten enden in Vogelklauen. Sie leben in kleinen Gruppen in den Bergen und zeigen sich Menschen eher selten. An der Spitze ihrer Hierarchie steht ihr König Sōjōbō. Niedere Formen wie der „Krähen-Tengu“ (Karasu-Tengu, 烏天狗, 鴉天狗) oder der „Baumblatt-Tengu“ (Konoha-Tengu, 木の葉天狗) sind in der Regel den „Groß-Tengu“ (Dai-Tengu, auch Ō-Tengu, 大天狗) untergeordnet.
In der während der Edo-Zeit durch den Mönch Tainin verfassten Schrift Tengu meigi kō (天狗名義考) findet sich eine Reihe von überregional bekannter Tengu, die als Gottheit verehrt werden. Sie sind häufig mit einem bestimmten Berg, aber auch mit Feuer oder mit Bishamon, im Buddhismus der Wächter der nördlichen Himmelsrichtung, verbunden:
- Sōjōbō (僧正坊) auf dem Berg Kurama bei Kyōto
- Tarōbō (太郎坊) auf dem Berg Atago im Norden von Kyōto
- Jirōbō (二郎坊) im Hira-Gebirge westlich des Biwa-Sees
- Sanjakubō (三尺坊) auf dem Berg Akiha (Präfektur Shizuoka)
- Ryūhōbō (笠鋒坊) auf dem Berg Kōmyō (Präfektur Niigata)
- Buzenbō (豊前坊) auf dem Berg Hiko an der Grenze der Präfekturen Fukuoka und Oita
- Hōkibō (伯耆坊) auf dem Berg Daisen (Präfektur Tottori)
- Sankibō (三鬼坊) auf der Schrein-Insel Itsukushima
- Zenkibō (前鬼坊) auf dem Berg Ōmine (Präfektur Nara)
- Kōtenbō (高天坊) in Katsuragi (Präfektur Nara)
- Tsukuba-hōin (筑波法印) in der historischen Provinz Hitachi
- Daranibō (陀羅尼坊) auf dem Berg Fuji
- Naigubu (内供奉) auf dem Berg Takao (Hachioji)
- Sagamibō (相模坊) in Shiramine (Präfektur Ishikawa)
- Saburō (三郎) auf dem Berg Iizuna (Präfektur Nagano)
- Ajari (阿闍梨) in der historischen Provinz Higo

Ursprünglich wurden die Tengu gefürchtet, weshalb man sie mit Opfergaben zu besänftigen suchte. Sie lösten Besessenheit aus, attackierten und entführten Mönche und Kinder, waren aggressiv und waffengewandt. Minamoto no Yoshitsune soll vom Tengu Sōjōbō die Schwertkunst erlernt haben. Mit der frühen Neuzeit gewannen humoristische Aspekte an Gewicht. So mancher Tengu treibt nun allerlei Schabernack. Auch wandelte sich der Schnabel vielerorts in eine lange Nase mit den entsprechenden sexuellen Konnotationen. Wegen ihrer, aus japanischer Sicht, langen Nasen wurden in der späten Edo-Zeit auch Europäer gelegentlich als Tengu dargestellt.
Für Evokationen, Bitten usw. gibt es zwei Mantras: On aromaya tengu sumanki sowaka (オン・アロマヤ・テング・スマンキ・ソワカ) und On hirahira ken hirakennō sowaka (オン・ヒラヒラ・ケン・ヒラケンノウ・ソワカ).
Dank ihrer schillernden Natur, ihrer Wildheit und magischen Kräfte zählen Tengu unter vielerlei Namen heute auch zu den beliebten Figuren in Manga, Anime und Computerspielen.

## Galerie

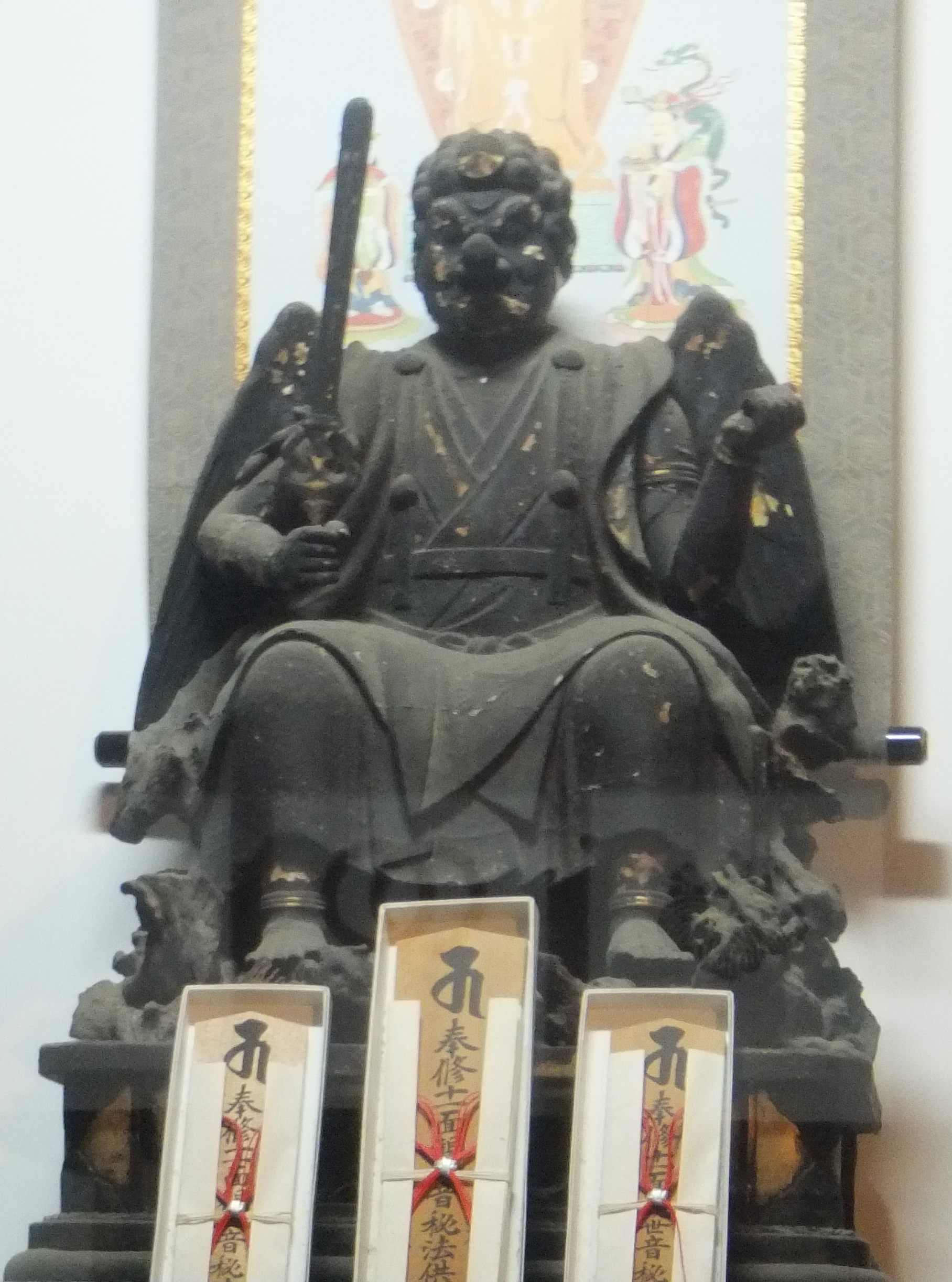
Sanjakubō-Statue beim Tempel Hase-dera (Präfektur Nara)
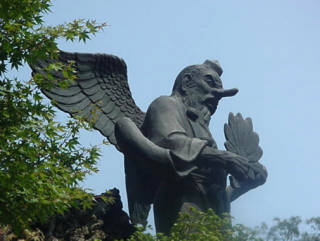
Baumblatt-Tengu (Konoha-Tengu)
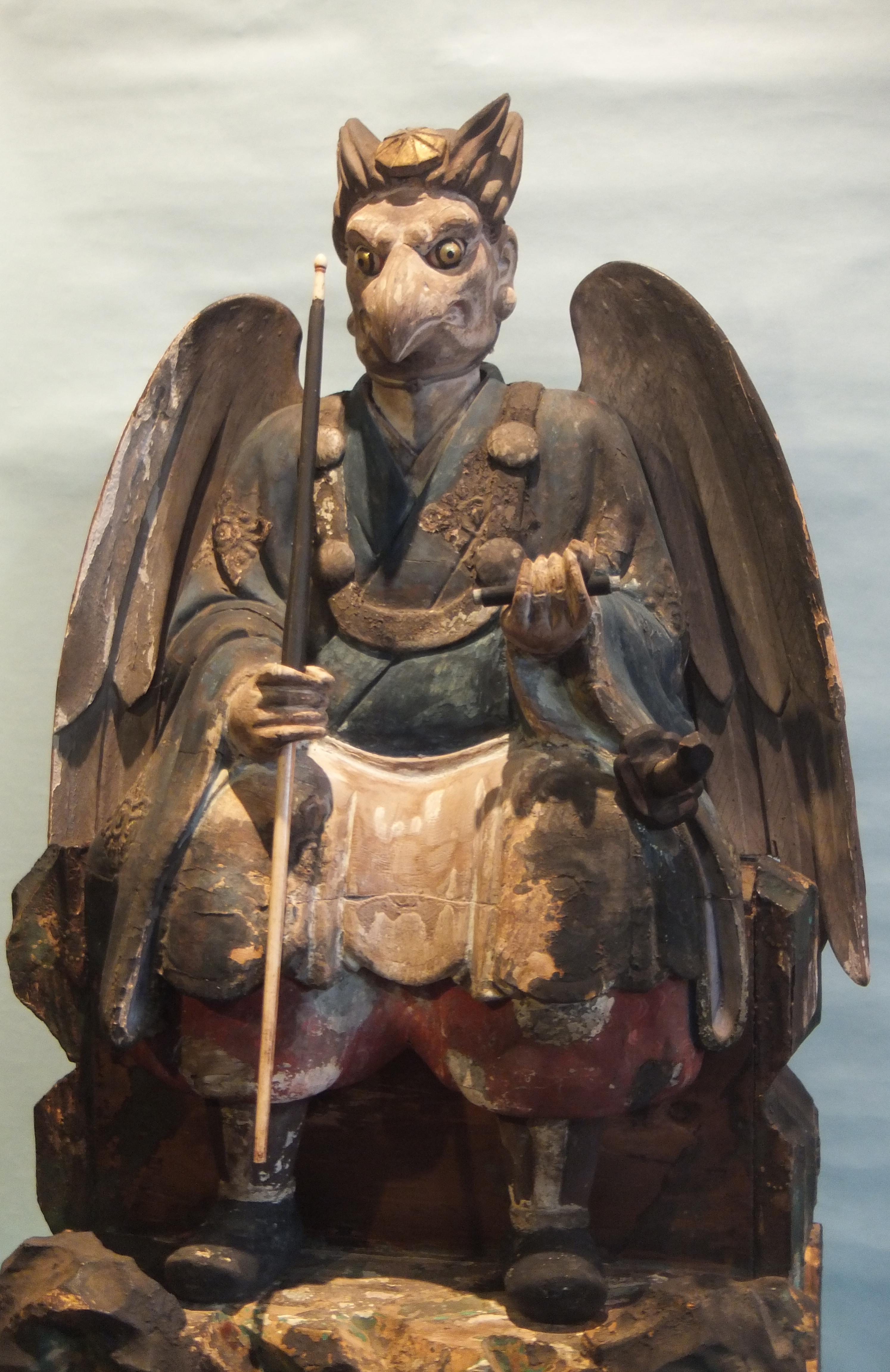
Krähen-Tengu (Karasu-Tengu, späte Edo-Zeit)
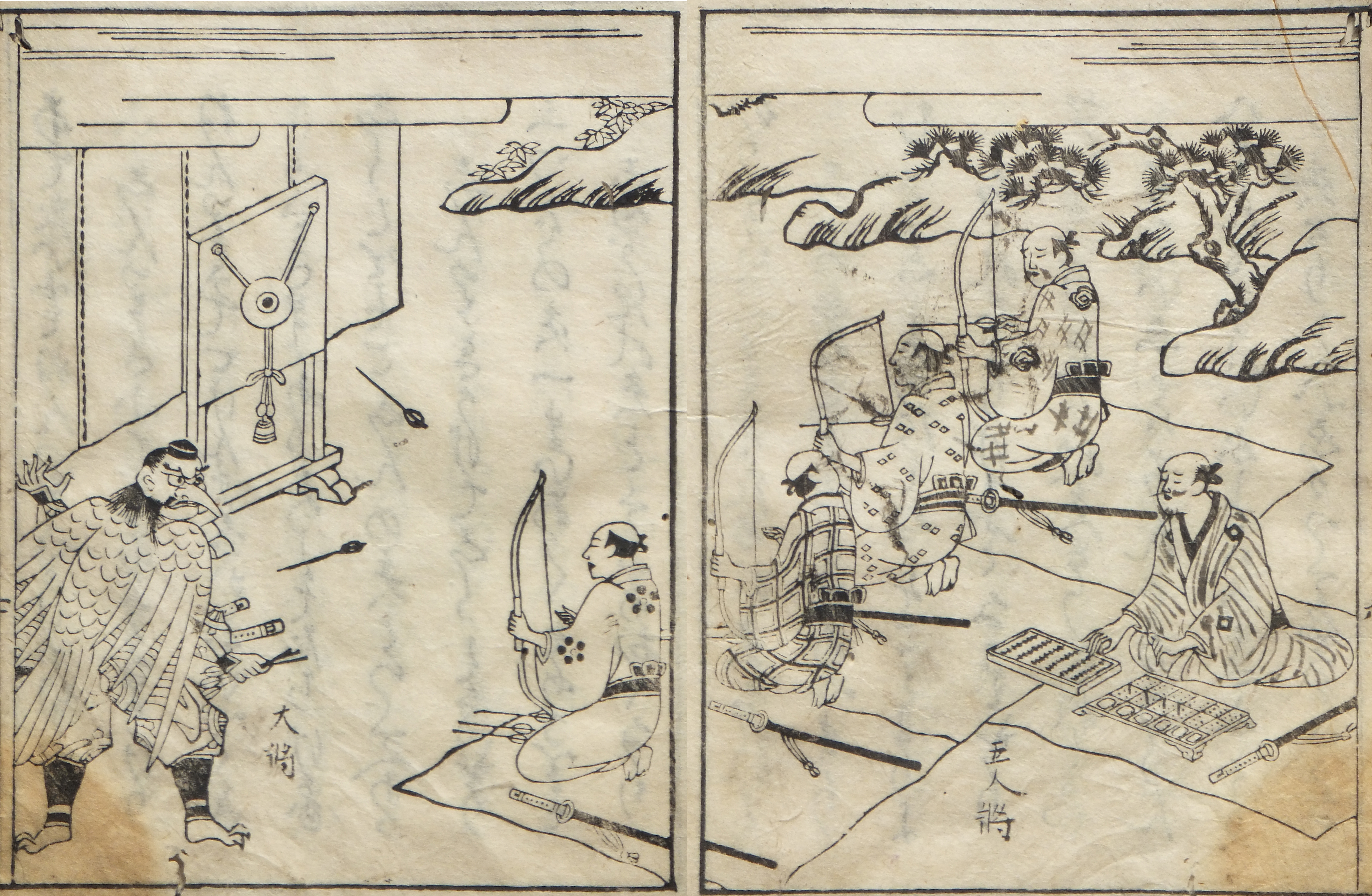
Krähen-Tengu überwacht ein Wettschießen mit dem Kleinen Bogen. Aus: Yōkyū hidensho (Geheime Überlieferung des Kleinen Bogens), Druck 1687.
Der US-Commodore Matthew Perry, der 1854 die Öffnung Japans durchsetzte